# فرودگاه اسپریتوود
فرودگاه اسپریتوود (به انگلیسی: Spiritwood Airport) یک فرودگاه همگانی است که یک باند فرود چمن دارد و طول باند آن ۷۶۲ متر است. این فرودگاه در کشور کانادا قرار دارد و در ارتفاع ۵۸۴ متری از سطح دریا واقع شده است.